# Awgatha
La Awgatha (ဩ ကာ သ; de Pali: Okāsa), a veces conocida como la oración budista común es una oración budista birmana que se recita para iniciar actos de devoción budista, incluida la reverencia al Buda y los monjes budistas. El término okāsa significa literalmente "permiso" en pali, y se usa para solicitar permiso para rendir homenaje, buscar el perdón de cualquier ofensa intencional o no intencional, y precede a la realización de los Cinco Preceptos. Existen variaciones menores de esta oración en idioma birmano de un monasterio budista a otro.
Okāsa hace referencia explícita al gadaw de los Cinco Infinitos Venerables (Buda, Dharma, Sangha, padres y maestros).

## Oración estándar
ဩကာသ ၊ ဩကာသ ၊ ဩကာသ။

ကာယကံ ဝစီကံ မနောကံ၊ သဗ္ဗဒေါသ ခပ်သိမ်းသော အပြစ်တို့ကိုပျောက်ပါစေခြင်း အကျိုးငှာ ပထမ ဒုတိယ တတိယ၊ တစ်ကြိမ် နှစ်ကြိမ် သုံးကြိမ်မြောက်အောင် ဘုရားရတနာ၊ တရားရတနာ၊ သံဃာရတနာ ရတနာ မြတ်သုံးပါး (မိဘ၊ ဆရာသမား) တို့အား အရိုအသေ အလေးအမြတ် လက်အုပ်မိုး၍ ရှိခိုးပူဇော်ဖူးမြော်မာန်လျှော့ ကန်တော့ပါ၏ အရှင်ဘုရား။

ကန်တော့ရသော ကုသိုလ်ကံစေတနာတို့ကြောင့် အပါယ်လေးပါး၊ ကပ်သုံးပါး၊ ရပ်ပြစ်ရှစ်ပါး၊ ရန်သူမျိုးငါးပါး၊ ဝိပတ္တိတရားလေးပါး၊ ဗျသနတရားငါးပါး၊ အနာမျိုးကိုးဆယ့်ခြောက်ပါး၊ မိစ္ဆာဒိဋ္ဌိတရား ခြောက်ဆယ့်နှစ်ပါး တို့မှ အခါခပ်သိမ်းကင်းလွတ် ငြိမ်းသည်ဖြစ်၍ မဂ်တရား ဖိုလ်တရား နိဗ္ဗာန် တရားတော်မြတ်ကိုလျင်မြန်စွာရပါလို၏ အရှင်ဘုရား။
¡Solicito! ¡Solicito! ¡Solicito!

Para que cualquier acción que pueda haber cometido contra las Tres Joyas (con mis padres y maestros), ya sea física, verbal y mentalmente, sea borrada, y para que pueda adquirir méritos que me otorguen longevidad, salud, libertad de peligros. y otros; Levanto mis manos unidas en reverencia a la frente y alabo, honro, miro y humildemente rindo homenaje a las Tres Joyas: el Buda, el Dharma y el Sangha (con mis padres y maestros) una, dos y tres veces. 

Que como resultado de este meritorio acto de postración pueda ser liberado en todo momento de los reinos lamentables, las tres clases de catástrofes, las ocho clases de circunstancias erróneas, las cinco clases de enemigos, las cuatro clases de desgracias, las cinco clases de pérdida, las noventa y seis o noventa y ocho clases de enfermedades y las sesenta y dos clases de puntos de vista erróneos; y alcanzar rápidamente el Camino, el Fruto y el Noble Dharma de Nibbāna.